# Ålsjön, Västergötland
Ålsjön är en sjö i Töreboda kommun i Västergötland och ingår i Motala ströms huvudavrinningsområde. Sjön är 8,6 meter djup, har en yta på 0,352 kvadratkilometer och befinner sig 124 meter över havet. Sjön avvattnas av vattendraget Mossån.

## Delavrinningsområde
Ålsjön ingår i det delavrinningsområde (651815-141289) som SMHI kallar för Utloppet av Ålsjön. Medelhöjden är 135 meter över havet och ytan är 3,7 kvadratkilometer. Räknas de 13 delavrinningsområdena uppströms in blir den ackumulerade arean 21,89 kvadratkilometer. Mossån som avvattnar avrinningsområdet har biflödesordning 3, vilket innebär att vattnet flödar genom totalt 3 vattendrag innan det når havet efter 181 kilometer. Delavrinningsområdet består mestadels av skog (57 %) och sankmarker (18 %). Avrinningsområdet har 0,35 kvadratkilometer vattenytor vilket ger det en sjöprocent på 9,4 %.